# Paraploactis intonsa
Paraploactis intonsa är en fiskart som beskrevs av Poss och Eschmeyer, 1978. Paraploactis intonsa ingår i släktet Paraploactis och familjen Aploactinidae. Inga underarter finns listade i Catalogue of Life.